# Bobby McFerrin
Bobby McFerrin (Robert Keith McFerrin Jr.) (New York, 1950. március 11. –) amerikai dzsesszénekes, improvizatőr, karmester.

## Élete
Édesapja Robert McFerrin Sr., az első afroamerikai operaénekes, aki szerződést kapott a New York-i Metropolitanben. Kiváló baritonként jelentős szerepei voltak. Édesanyja Sara Cooper, dzsesszénekes és hangképzéstanár, a kaliforniai Fullerton College nyugalmazott professzora. Húga Brenda McFerrin, dzsesszénekes és hangképzéstanár.
1975 óta házas, felesége Debbie Green. Három gyermekük van: Taylor, a nagyobbik fiú szintén zenével foglalkozik, Jevon színész, Madison lányuk még tanul.

## Zenei pályafutása
Bár a legtöbben Don’t Worry, Be Happy című slágerével azonosítják, Bobby McFerrin jelentős komolyzenei képzettséggel rendelkezik. Eredeti hangszere a zongora volt, emellett megtanult fuvolán és klarinéton játszani. Az 1970-es évek végén a Utahi Egyetem modern táncok tanszékének zongorakísérőjeként dolgozott, egyúttal egy helyi bárban is zongorázott. A bár meghallgatására öt számmal ment, így első munkanapja előtt vagy egy hónapig naponta egy számot megtanult.
Első jelentős fellépései 1979-ben voltak, New Orleansben zongoristaként, San Franciscóban már énekesként. Első külföldi turnéját 1984-ben tartotta, az NSZK-ban. Ezt követően készített lemezt a Weather Reporttal. Az 1984-es The Voice című album volt a zenetörténet első 100%-ban vokális szóló dzsesszlemeze. 1987-ben ő énekelte a The Cosby Show zenéjét, hamarosan pedig a Cadbury csokoládé reklámhangja is ő lett. 1989-ben megalakította tíz tagból álló, „Voicestra” nevű kórusát, akik közreműködtek az 1990-ben megjelent Medicine Music című albumán, illetve a Common Threads című dal felvételében. A Common Threads-et gyakran felhasználják AIDS-ellenes társadalmi célú hirdetések aláfestő zenéjeként.
Sok zenésszel dolgozott és dolgozik együtt, ezen együttműködések között is a legismertebb Chick Coreával való legendás zenei és emberi kapcsolata. Erről készült a We Play című dokumentumfilm, amely a kettejük által szerzett Spain című klasszikus-jazz darab svájci bemutatójára való felkészülést követi nyomon. Gyakran zenél a híres csellistával, Yo-Yo Mával, a billentyűs Herbie Hancockkal, a bendzsóművész Béla Fleckkel, vagy a dobos Tony Williamsszel.
Az 1990-es évek elején kezdett karmesterként tevékenykedni. Elmondása szerint először csak azért hívták, mert Don't worry, be happy című slágere miatt a koncertszervezők jó reklámnak és pikáns ötletnek tartották Bobby McFerrin és egy szimfonikus zenekar kombinációját. Ő azonban komolyan belevetette magát a karmesterkedésbe, többek között Leonard Bernsteintől is tanult. Vezényelte a San Franciscói Szimfonikusokat, a New York-i Filharmonikusokat, a Chicago Szimfonikusokat, a Cleveland Szimfonikus Zenekart, a Philadelphia Szimfonikus Zenekart, a Los Angeles-i Filharmonikusokat, a Londoni Filharmonikusokat és még nagyon sok zenekart. Sajátos stílusban vezényel, a Tell Vilmos című opera nyitányát például rendszeresen hangszer nélkül dúdoltatja el a zenészekkel, aminek mindig óriási sikere van.

### Vokális technikája

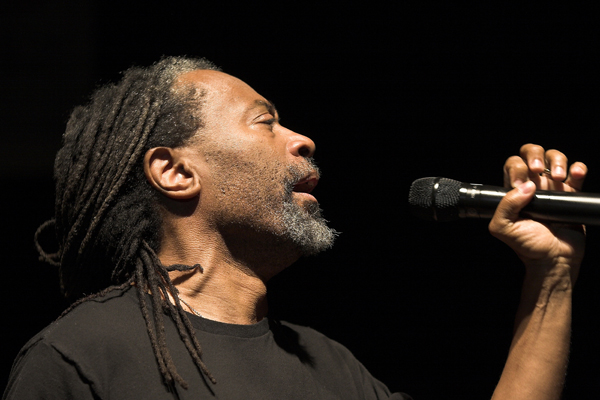

Egyedülálló a capella előadásmódjával, rendkívül széles, négy oktávnyi hangterjedelmével, valamint a szavak nélküli scat-vocaljával vált ismertté. Gyakran vált mellhangról fejhangra, vagyis falzettre, ezzel polifonikus hatást keltve, így képes a kísérő szólamot és a főszólamot is ritmusra pontosan reprodukálni. A ritmushangszereket beat-box technikával, illetve különböző hangképzési technikák felvonultatásával idézi fel. Képes multifonikus éneklésre is, vagyis egy időben két hangot meg tud szólaltatni. Ezt a bámulatos képességét Drive című számában hallhatjuk.

## Zenéhez való viszonya
Bobby McFerrin zenepedagógusként is különböző feladatokat vállal; gyakran hívják rendhagyó énekórákra általános, közép- és főiskolákra, egyetemekre. A zenei nevelést szívügyének érzi, célja, hogy a komolyzenészek ne „kényelmesedjenek el”, hanem kotta nélkül is tudjanak zenélni – gondolkodásra, improvizálásra „kényszerüljenek”.
2009-ben Daniel Levitin zenetudóssal készítettek egy díjnyertes dokumentumfilmet (The Music Instinct – kb. „A zenei ösztön”), amely Levitin bestseller könyvén ("This is Your Brain on Music") alapult. Ugyanez évben együtt működtek közre a World Science Festival workshopjában, ahol McFerrin a közönség részvételével demonstrálta, mennyire alapvető a pentaton-hangsor az ember zenei gondolkodásában.

## Albumai
- Bobby McFerrin (1982)
- The Voice (1984)
- Spontaneous Inventions (1985)
- Elephant's Child (1987)
- Don’t Worry, Be Happy (1988)
- Simple Pleasures (1988)
- Play (1990)
- How the Rhino Got His Skin/How the Camel Got His Hump (1990)
- Medicine Music (1990)
- Many Faces of Bird (1991)
- Hush (1991)
- Sorrow Is Not Forever (1994)
- Paper Music (1995)
- Bang! Zoom (1995)
- The Mozart Sessions (1996)
- Circlesongs (1997)
- Don't Worry, Be Happy! (1997)
- Simple Pleasures (1998)
- Mouth Music (2001)
- Beyond Words (2002)
- VOCAbuLarieS (2011)

## Grammy-díjai
- 1985 „Another Night In Tunisia” Jon Hendricksszel
  - A legjobb vokál két vagy több hangra
- 1985 „Another Night in Tunisia” Cheryl Bentyne-nal
  - Legjobb férfi jazz előadó
- 1986 „Round Midnight”
  - Legjobb férfi jazz előadó
- 1987 „What Is This Thing Called Love”
  - A legjobb jazz vokál előadás
- 1987 „The Elephants’s Child” Jack Nicholsonnal
  - Best Recording for Children
- 1988 „Don’t Worry, Be Happy”
  - Az év dala
  - Az év felvétele
  - A legjobb pop férfi előadó
- 1988 „Brothers”
  - A legjobb jazz vokál előadás
- 1992 „Round Midnight”
  - A legjobb jazz vokál előadás

- 2020: National Endowment for the Arts (NEA Jazz Masters)